# 莊雪芳
莊雪芳 (Chong Set Png，1932年4月10日—)，新加坡女演員和歌手，籍貫福建晉江，莊雪芳本是南洋的「歌舞皇后」，擅長表演歌舞，很早就成名，進而拍攝香港及臺灣的廈語及國語電影，她曾自組「莊氏電影公司」並拍攝30多部電影。

## 飾演作品
- 《天涯歌女(歌女白蘭花)》
- 《龍交龍鳳交鳳》
- 《番婆弄》
- 《望夫歸》
- 《十七十八正當時》
- 《馬來娘惹》
- 《廣告美人》
- 《好花插牛屎》
- 《喜相逢》
- 《夫妻相罵》
- 《野赤查某戇男子》
- 《弄破醋甕》
- 《世代冤讎兒女情》
- 《阿繡賣胭脂》
- 《歌女淚》

## 生平
- 1957年，於邵氏父子有限公司出品的《神秘美人[永久]》電影中客串一歌舞女郎角色。

- 1958年及1959年間，任廈語電影〈天涯歌女(歌女白蘭花)[永久]〉、〈龍交龍鳳交鳳[永久]〉、〈番婆弄[永久]〉、〈望夫歸[永久]〉、〈十七十八正當時[永久]〉、〈馬來娘惹[永久]〉、〈廣告美人[永久]〉、〈好花插牛屎[永久]〉、〈喜相逢[永久]〉、〈夫妻相罵[永久]〉、〈野赤查某戇男子[永久]〉、〈弄破醋甕[永久]〉、〈世代冤仇兒女情[永久]〉、〈阿繡賣胭脂[永久]〉、〈歌女淚〉女主角，旋即走紅新加坡、馬來西亞、臺灣、菲律賓等地。

- 1960年1月28日(農曆庚子鼠年正月初一，星期四)開始在菲律賓馬尼拉隨片登臺，先在「華光戲院」隨電影《弄假成真》；繼在「亞洲戲院」隨電影《孽債未滿》；再在「金龍戲院」隨電影《春香鬧學》，連滿一個月[2]。7月15日(星期五)，由香港飛抵臺北，隨其主演的新片《多角戀愛》及《打破醋醰[永久]》環島登台表演，並計劃在臺灣拍片。 1961年11月24日(星期五)下午，身穿一身盡是綠色衣飾回到香港[3]。

- 20世紀60年代曾與金素琴為臺灣「三軍託兒所」籌募基金演出平劇。1963年5月9日(星期四) 在香港大會堂音樂廳與名伶楊天演出平劇《虹霓關》折子劇，飾演東方氏[4][5]。

- 1963年7月11日(星期四)從香港返回新加坡，為臺灣國語電影《龍山寺之戀》在新加坡及馬來西亞隨片登臺達17個月。並於該段期間為新加坡的寶石唱片公司(Ruby Records)灌錄了合共五張的個人七吋唱片(EP)專集，分別是：《寶石之音(五)[永久]》、《寶石之音(六)[永久]》、《寶石之音(七)[永久]》、《寶石之音(八)[永久]》及《寶石之音(九)[永久]》。她在1965年4月下旬才返回香港，並在1965年5月8日(星期六)演出麗的映聲的電視節目[6][7][8]。

- 1965年5月9日(星期日)晚上9時，莊雪芳在香港麗的映聲的《影迷俱樂部》電視節目接受主持人莊元庸訪問，並演出幾項歌舞[9]。

- 莊雪芳隨臺灣國語電影《龍山寺之戀》到菲律賓隨片登臺後到了香港，1965年10月3日(星期日)晚上在香港麗的映聲的《影迷俱樂部》電視節目接受主持人莊元庸訪問[10]。

- 莊雪芳在暫停拍片五年後，1969年3月中旬從香港到了臺灣[11]，住在臺北市南京東路二段63號的「第一大飯店」，為臺灣為朋友藍天虹的「藍天影業公司」反串拍攝彩色電影 [12]《五色仙女》、「虎土公司」的《小毒龍》及《鐵傘奇俠》(電影後半部回復女裝)完畢，1969年10月22日(星期三)晚上9時30分乘搭日本航空公司客機由臺北來香港，為「美亞唱片公司」灌錄了一張12首歌曲的個人長壽唱片專集《永遠愛着你[永久]》。在1969年11月2日(星期日)晚上在香港大會堂參予「美亞企業公司」與「美亞唱片公司」主辦的的『第二次東南亞一流歌星大會串』[13][14]，與霜華、藍夢真(臺灣)、林克(臺灣)、邱淑敏、鍾珍妮、許麗霞、傅若喬、溫灼光、盧瑞蓮、陸美莉、韓燕、曉華、陳碧茜、「星洲歌后」：梁美心、黃文湘、黛玲等共18位歌手共唱40闕歌，尚有「邵氏演員」魏平澳的趣劇及陳萍瑛舞蹈團的表演。1969年11月3日(星期一)晚上出席麗的映聲的《萬紫千紅》綜合性娛樂電視節目，演唱幾闕歌曲，當晚尚有韋秀嫻的歌唱、菲律賓歌舞團及麗的映聲藝員的舞蹈表演。就返回新加坡探親，1969年11月中旬再到柬埔寨金邊主持電影節剪綵禮[15]。

- 1970年，為「美亞唱片公司」灌錄了另一張12首歌曲的個人長壽唱片專集《淚的小花[永久]》。

## 外部連結
- 香港電影資料館有關莊雪芳參演電影的記錄[永久]
- 香港影庫：莊雪芳 （页面存档备份，存于）
- 莊雪芳晚年時傳福音的片斷 （页面存档备份，存于）